# الوارو تراور
الوارو تراور (انگلیسی: Álvaro Traver؛ زادهٔ ۱ آوریل ۱۹۹۳) بازیکن فوتبال اهل اسپانیا است.
از باشگاه‌هایی که در آن بازی کرده‌است می‌توان به باشگاه فوتبال لوانته، باشگاه فوتبال اسپورتینگ خیخون، و باشگاه فوتبال نومانسیا اشاره کرد.